# РК Даниловград
Рукометни клуб Даниловград црногорски је рукометни клуб из Даниловграда, који се такмичио у Првој лиги Црне Горе до сезоне 2022/23. када је прије почетка сезоне иступио из лиге због финансијских проблема. Једном је играо финале Купа Црне Горе и једном је освојио Другу лигу Црне Горе.
Основан је 1972. године, када га је основала група грађана. Клуб је касније угашен, а општина Даниловград га је поново покренула 2005. године.
Од осамостаљења Црне Горе 2006. и формирања рукометних такмичења, клуб се углавном такмичио у Другој лиги, док је први пут учествовао у Првој лиги у сезони 2009/10. а онда поново у сезони 2013/14. када је играо финале Купа.

## Успјеси
| Такмичење                | Такмичење                | Број                     | Година                   |                          |                          |
| Национално првенство - 0 | Национално првенство - 0 | Национално првенство - 0 | Национално првенство - 0 | Национално првенство - 0 | Национално првенство - 0 |
| ------------------------ | ------------------------ | ------------------------ | ------------------------ | ------------------------ | ------------------------ |
| Првенство Црне Горе      | Првак                    | —                        |                          |                          |                          |
| Првенство Црне Горе      | Други                    | —                        |                          |                          |                          |
| Национални куп - 0       |                          |                          |                          |                          |                          |
| Куп Црне Горе            | Побједник                | —                        |                          |                          |                          |
| Куп Црне Горе            | Финалиста                | 1                        | 2013/14                  |                          |                          |